# Ориенталски паламуд
Sarda orientalis е вид бодлоперка от семейство Scombridae. Видът не е застрашен от изчезване.

## Разпространение и местообитание
Разпространен е в Австралия, Виетнам, Гватемала, Джибути, Египет, Еквадор, Еритрея, Йемен, Индия, Индонезия, Йордания, Кения, Китай, Колумбия, Коморски острови, Коста Рика, Мадагаскар, Мексико, Мозамбик, Никарагуа, Оман, Панама, Папуа Нова Гвинея, Перу, Провинции в КНР, Реюнион, Салвадор, Саудитска Арабия, Сейшели, Сомалия, Судан, Тайван, Танзания, Филипини, Хондурас, Шри Ланка, Южна Африка и Япония.
Обитава крайбрежията на океани, морета и заливи в райони с тропически, умерен и субтропичен климат. Среща се на дълбочина от 1 до 132 m, при температура на водата от 9,5 до 27,4 °C и соленост 33,7 – 35,5 ‰.

## Описание
На дължина достигат до 1 m, а теглото им е максимум 10,7 kg.